# Bindehemmer

ISO-Tastatursymbol für den Bindehemmer

Der Bindehemmer (englisch zero width non-joiner, abgekürzt ZWNJ), auch Ligaturtrenner oder breitenloser Nichtverbinder, ist ein Steuerzeichen, das in der Datenverarbeitung in gespeicherten Texten verwendet wird, um automatische Buchstabenverbindungen zu verhindern. In lateinschriftlichen Texten verhindert der Bindehemmer die automatische Anwendung von Ligaturen. In Texten aus komplexeren Schriften wie Arabisch oder Devanagari beeinflusst der Bindehemmer die Auswahl der Glyphen für die angrenzenden Schriftzeichen: z. B. im Arabischen wird für das Zeichen vor dem Bindehemmer die isolierte bzw. finale Form gewählt, und nach dem Bindehemmer die initiale oder isolierte Form. Insoweit wirkt der Bindehemmer ähnlich wie ein eingefügtes Leerzeichen mit Breite Null. Das Zeichen mit umgekehrter Wirkung ist der breitenlose Verbinder.
Der Unicode des Bindehemmers ist U+200C, in HTML-Notation ist er mit &zwnj; oder &#x200c; realisierbar.
Der Bindehemmer kann auf der deutschen Standardtastatur gemäß der aktuellen Norm DIN 2137:2012-06 (wo auch die Bezeichnung Bindehemmer festgelegt wurde) bei Verwendung der Belegung T2 oder T3 mit der Tastenkombination Alt Gr + . eingegeben werden.
Das Tastatursymbol ist standardisiert im Amendment 1 (2012) zu ISO/IEC 9995-7:2009 Information technology – Keyboard layouts for text and office systems – Symbols used to represent functions als Symbol 81, sowie in IEC 60417 Graphical Symbols for use on Equipment als Symbol IEC 60417-6177-1.

## Anwendung für anspruchsvolle Typografie und korrekte Zeichendarstellung
Während der Bindehemmer im lateinschriftlichen Schriftsatz nur in anspruchsvoller Typografie und im Fraktursatz erforderlich ist, ist er in diversen anderen Schriftsystemen für korrekte Darstellung einzelner Zeichenkombinationen grundsätzlich erforderlich.
| korrekt (mit Bindehemmer) | korrekt (mit Bindehemmer) | korrekt (mit Bindehemmer) | fehlerhaft | fehlerhaft | fehlerhaft | Bedeutung                         |
| Text                      | Bild                      | Code                      | Text       | Bild       | Code       | Bedeutung                         |
| ------------------------- | ------------------------- | ------------------------- | ---------- | ---------- | ---------- | --------------------------------- |
| أي‌بي‌إم                    |                           | أي&zwnj;بي&zwnj;إم        | أيبيإم     |            | أيبيإم     | arabisch „IBM“                    |
| می‌خواهم                   |                           | می&zwnj;خواهم             | میخواهم    |            | میخواهم    | persisch „ich wünsche“            |
| עֲו‌ֹנֹת                      |                           | עֲו&zwnj;ֹנֹת                | עֲוֹנֹת       |            | עֲוֹנֹת       | Biblisches Hebräisch „Missetaten“ |
| Auf‌lage                   |                           | Auf&zwnj;lage             | Auflage    |            | Auflage    |                                   |
| Brot‌zeit                  |                           | Brot&zwnj;zeit            | Brotzeit   |            | Brotzeit   |                                   |

Im arabischen Beispiel gewährleistet der Bindehemmer, dass die Umschrift der drei englischen Buchstaben IBM als ein Wort dargestellt, aber nicht zusammengeschrieben und damit unkenntlich wird. So wird auch ihre Trennung am Zeilenende verhindert, was bei أي بي إم mit Leerzeichen dazwischen der Fall wäre.
Im Persischen ist der Fall besonders akut. Moderne Rechtschreibung schreibt die Präsensvorsilbe mi- (می) der Lesbarkeit halber nie mit dem Verb zusammen. Andererseits muss eine willkürliche Trennung des Wortes می‌خواهم / michāham verhindert werden. Besonders die vielen Wörter, die auf ه / e enden, werden ohne Bindehemmer unleserlich, wenn eine Endung darantritt. Z.B. wird گربه / gorbe /‚Katze‘ + ها / -hā (Mehrzahl-Suffix) zu گربه‌ها / gorbehā /‚Katzen‘. Ein zusammen geschriebenes Wort گربهها würde man dagegen gorbhahā lesen, was Unsinn ist.
In dem Beispiel für biblisches Hebräisch ist die Platzierung des Choläm-Punktes links des Buchstabens Waw (ו) korrekt für die genannte Übersetzung. Durch die Platzierung des Punktes über dem ו besteht eine oberflächliche Verwechselbarkeit mit עוֹנוֹת, „Jahreszeiten“.
Die deutschen Beispiele verdeutlichen die Regel, dass keine Ligaturen über die Bestandteilgrenzen von zusammengesetzten Wörtern angewendet werden dürfen.
Bei der Darstellung indischer Schriften in Unicode kann der Bindehemmer dazu genutzt werden, um einen toten Konsonanten mit explizitem Virama darzustellen.